# Алеле
Алеле (уолл. Alele) — деревня в районе Хихифо в королевстве Увеа на Уоллис и Футуна.

## География
Алеле находится на юго-востоке района Хихифо на севере острова Увеа. Деревня растянулась на берегу океана и состоит, в основном, из небольших домов. На севере деревня граничит с Ваитупу, на юге с Алофиваи и на западе с Малаэ.
В деревне есть парикмахерская и церковь. Несмотря на своё название, церковь Chapelle de Vaitupu находится не на территории деревни Ваитупу.

## Население
Население деревни Алеле:
| Год  | Численность | Численность |
| ---- | ----------- | ----------- |
| 1996 | 610         |             |
| 2003 | 634         |             |
| 2008 | 629         |             |
| 2013 | 551         |             |
| 2018 | 524         |             |